# Instituto de Ciencias Biológicas
El Instituto de Ciencias Biológicas (I.C.B.) contiene una de la más antiguas facultades de medicina en México forma parte de la Universidad Autónoma de Guadalajara (UAG). Iniciándose las primeras clases el 5 de junio de 1935.
En el año de 1963 las ciencias básicas de la "Facultad de Medicina" fueron trasladadas a Lomas del Valle en la ciudad de Zapopan, Jalisco en México donde se localiza el Instituto de Ciencias Biológicas actualmente, siendo su residencia original en la Avenida Tolsá en Guadalajara.

## Historia
Las primeras clases fueron iniciadas el 5 de junio de 1935 solo unos meses de la apertura de la universidad en el edificio donado por el Sr. Ramón Garibay que posteriormente se convirtió en uno de los hospitalales universitarios; actualmente el hospital lleva el nombre de "Hospital Ramón Garibay".
En el año de 1963 las ciencias básicas de la "Facultad de Medicina" fueron trasladadas a Lomas del Valle en la ciudad de Zapopan, Jalisco en México donde se localiza el Instituto de Ciencias Biológicas actualmente, siendo su residencia original en la Avenida Tolsá en Guadalajara.

## Programa Internacional
Es un programa en el cual se aceptan alumnos de todo el mundo donde el alumnado viene de los continentes América del Norte, América Latina, Asia y Europa, utilizando estándares de nivel internacional para impartir las clases.
El programa ha tenido tanto significado en el campo médico que en 1990 el presidente de los Estados Unidos George Bush Sr. le entregó a la UAG un reconocimiento por haber graduado más de 7500 médicos estadounidenses; actualmente la cifra supera los 15 000.
En el año 1998 la Universidad Autónoma de Guadalajara abrió su primera escuela en los Estados Unidos “International Language Center at San Antonio" (ILCSA) en el estado de Texas. La Universidad también imparte clases con el programa en los estados de Baja California, Colima, Jalisco, Nayarit y Tabasco.